# Ayşe Erzan
Ayşe Erzan (Ankara, Turquia, 1949) és una física teòrica turca.

## Biografia
Després de fer estudis secundaris a Istanbul, va assistir al Bryn Mawr College (Pennsilvània, Estats Units) i va obtenir una llicenciatura l'any 1970. Va obtenir el doctorat en física a la Universitat de Stony Brook l'any 1976.

## Carrera
Va tornar a Ankara i va passar un any a la Universitat Tècnica de l'Orient Mitjà com a membre del departament de física. Es va unir a la Universitat Tècnica d'Istanbul l'any 1977. Durant aquest temps va estar involucrada en els moviments de dones i per la pau. Després del cop d'estat turc de 1980, va abandonar el país. De 1981 a 1990, va treballar i va ensenyar en diverses institucions de recerca i universitats. De 1981 a 1982 va treballar en el Departament de Física Teòrica de la Universitat de Ginebra. De 1982 a 1985 va ser professora ajudant a la Universitat de Porto a Portugal. Després va ser becària Alexander von Humboldt en el Departament de Física Teòrica de la Universitat de Marburg des de 1985 fins a 1987. Des de 1987 fins a 1990, va treballar com a investigadora científica a la Universitat de Gronigen. Va ser breument investigadora al Centre Internacional de Física Teòrica de Trieste abans de tornar a la Universitat Tècnica d'Istanbul al 1990. També va continuar la recerca en l'Institut Feza Gürsey a Istanbul.

## Premis i honors
Es va convertir en associada de l'Acadèmia de Ciències de Turquia al 1995 i es va convertir en membre plena de l'institució l'any 1997. Va rebre el premi de ciència TÜBİTAK (Consell de Recerca Científica i Tecnològica de Turquia) aquell mateix any. Va rebre el Premi L'Oréal-UNESCO per a les dones i la ciència l'any 2003 i el Premi Rammal al 2009. Pel seu ferm compromís amb els drets humans, l'American Physical Society li va concedir el Premi Andrei Sakharov de 2020 American Physical Society. És membre de l'Acadèmia Mundial de les Ciències i de la Societat Acadèmica de les Ciències de Turquia (Bilim Akademisi Derneği). Forma part del consell editorial de Journal of Statistical Physics i European Physical Journal B.